# Royal Trux (album 1988)
Royal Trux è il primo album in studio del omonimo gruppo musicale statunitense, pubblicato nel 1988.

## Storia
Il gruppo venne formato dall'ex chitarrista dei Pussy Galore, Neil Hagerty, e da Jennifer Herrema (organo e voce) a New York nel 1986 per continuare a suonare blues-rock nello stile dei Pussy Galore. Il duo si esibì con altri musicisti nei club di Manhattan, riuscendo a pubblicare due brani, Luminous Dolphin e Cut You Loose, in una compilation. Nel 1988 riuscirono a pubblicare un primo album.
| Recensione     | Giudizio |
| -------------- | -------- |
| Onda Rock      | [ 1 ]    |
| Piero Scaruffi | [ 2 ]    |

## Tracce
Testi e musiche di Neil Hagerty e Jennifer Herrema.
1. Bad Blood – 2:51
2. Incineration – 2:16
3. Strawberry Soda – 2:42
4. Hashish – 2:06
5. Sanction Smith – 1:42
6. Zero Dok – 2:38
7. Touch – 2:34
8. Bits and Spurs – 5:02
9. Esso Dame – 2:26
10. Sice I Bones – 3:23
11. Gold Dust – 1:39
12. Jesse James – 3:52
13. Andersonville – 5:53
14. The Set-Up – 2:20
15. Walking Machine – 3:00
16. Hawk'n Around – 3:14

## Formazione
- Neil Hagerty – voce, chitarra, percussioni
- Jennifer Herrema – voce, organo, percussioni